# Dubcová
Dubcová je přírodní rezervace západně od obce Kateřinice v okrese Vsetín. Důvodem ochrany je řídký smíšený porost s řadou světlin a výskytem vstavačovitých.